# 默 (歌曲)
《默》是尹约作词、钱雷作曲、那英为电影《何以笙箫默》演唱的主题曲。

## 背景和风格
《何以笙箫默》是一部2015年上映的中国大陆都市爱情片。《默》是由尹约作词，钱雷作曲，那英演唱的歌曲，是该电影的主题曲。2015年4月19日，那英、高晓松、黄晓明亮相北京交通大学“何以笙箫默之默”发布会，公开发布此单曲。2019年5月2日，哈佛大学费正清中心举办“华语流行音乐四十年”论坛，并邀请尹约作为代表之一发表演讲。尹约作为80后词作代表，在论坛上发言并展示了《默》等四首作品的歌词。

## 重要奖项
2015年7月，荣获全球流行音乐金榜2015上半年20大金曲。 
2016年3月，获第23届东方风云榜十大金曲奖。
2019年1月，入围“1978新时代电影电视节”提名“改革开放40年全国十佳影视金曲”。